# قارچ گلسنگ‌زی

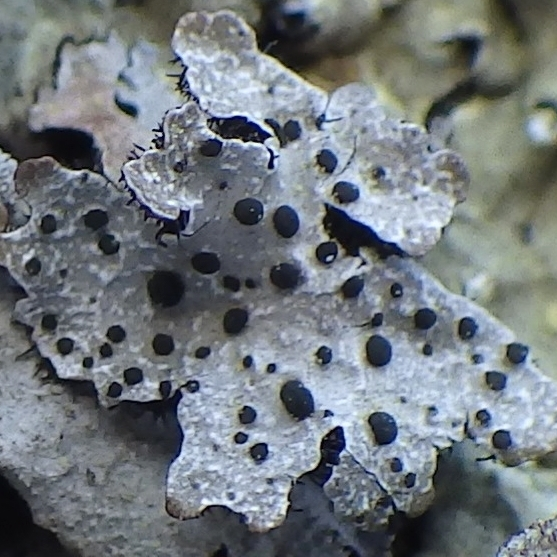
قارچ گسنگ‌زی Abrothallus parmeliarum در حال رشد روی Parmelia saxatilis در سرا د سائو مامد، پرتغال

یک قارچ گلسنگ‌زی (از واژهٔ لاتین cola 'ساکن'؛ شبیه به لاتین colere 'ساکن شدن') یک قارچ انگلی است که تنها روی گلسنگ به عنوان میزبان زندگی می‌کند. قارچ گلسنگ‌زی با قارچی که جزئی از گلسنگ است که به عنوان قارچ گلسنگ شناخته می‌شود، یکسان نیست. آنها معمولاً ویژه‌شده با یک قارچ ویژه به عنوان میزبان هستند، اما آنها همچنین شامل طیف گسترده‌ای از پاتوژن‌ها، گندپرورها و همسفره‌های هستند.